# Los Angeles 1955-1985
Los Angeles 1955-1985, naissance d'une capitale artistique. est une exposition consacrée à la scène artistique émergente et aujourd'hui majeure de Los Angeles, ayant eu lieu au centre Pompidou du 8 mars au 17 juillet 2006.

## Présentation
L’exposition rassemble un total de 364 œuvres, réalisées entre 1955 et 1985. Celles-ci offrent un aperçu de l'émergence et de l'affirmation de l'art contemporain, transformant rétrospectivement notre perception de l'art américain hors de la scène new yorkaise. L’exposition a été présentée à la Galerie I (située au niveau 6) au Centre Pompidou.
Elle regroupe 84 artistes sur une surface de 1 600 m2 et a accueilli environ 300 000 visiteurs, contre 173 776 pour l'exposition voisine consacrée à l'architecte californien Thom Mayne.
Un évènement ponctue cette exposition, deux œuvres ont été détruites. Dans les journaux on peut lire un titre comme celui-ci: "Polémique de destruction d'œuvres lors de l'exposition". 
Le Centre Pompidou a décidé d'admettre sa "pleine responsabilité" dans la destruction de deux œuvres: Untitled de Peter Alexander, une colonne de Plexiglas noir de plus de 2m de hauteur, brisée six jours avant l'ouverture de l'exposition (le 2 mars 2006); et Untitled, Wall Relief de Craig Kauffman s'est brisée "toute seule" lors des heures d'ouverture le 15 juillet 2006. Après enquête, l'assurance du centre Pompidou a remboursé Peter Alexander et le Los Angeles County Museum of Art (l'établissement prêteur de l'œuvre de Kauffman), en proposant également aux deux artistes une re-fabrication des œuvres.

## Équipe de l’exposition
La commissaire générale de l'exposition est Catherine Grenier. Elle est entourée d'Anne Guillemet avec la collaboration d'Anne-Claire Vigier pour la production; de Laurence Fontaine assistée de Fabien Ferry pour l'architecture et la scénographie. En 2006, la direction du musée national d'Art moderne - Centre de création industrielle est tenue par Alfred Pacquement.

## Description de l’exposition[1]
Le propos de l'exposition est délibérement historique, répondant au souci d'élargir le regard européen sur un aspect de l'art américain connu au travers de figures isolées, de Kienholz à Kelley, en passant par Ed Rusha et Chris Burden. Sous l'éclairage tant de moments historiques d'une scène ouverte et foisonnante que sur l'identité culturelle cosmopolite et effervescente de la côte ouest, Los Angeles 1955-1985 retrace l'attention de la scène artistique de ces trente années portée sur l'idée d'expérience: à la fois phénoménologique, psychédélique, spirituelle, communautaire, inspirée de l'ordinateur au supermarché et du rêve cinématographique, de l'easy-living californien et de la ville tentaculaire; une expérience qui reunit le low et le high.
Los Angeles surprend par la diversité de sa scène artistique, marquée par un renouvellement continu des esthétiques et des artistes. L'art se nourrit de la complexité de cette "ville-monde" où les mouvements underground se mêlent à la culture populaire californienne, à ses expressions communautaires, comme à l'univers de ces fabriques de rêves que sont Hollywood et Disneyland. La période 1955-1985 a amené l'art de L.A. à un niveau de développement exceptionnel, qui fait aujourd'hui de cette ville une capitale artistiques fascinante.
Organisée chronologiquement, l'exposition retrace l'émergence et l'histoire des différents mouvements artistiques qui se sont succédé durant ces trente années. Elle est accompagnée d'un programme de films, vidéos, diffusé dans les cinémas du Centre Pompidou, ainsi qu'un catalogue qui restitue ces mouvements dans le contexte historique, social, culturel et artistique de la ville.
Des cartons d'invitation sous forme de billet d'avion dans une pochette appropriée accompagnaient la démarche de médiation de l'exposition.

## Scénographie
En suivant le parcours de cette scène alternative à la situation new-yorkaise, de la naissance à la reconnaissance, cette exposition nous introduit aux figures majeures, tout en nous faisant découvrir un milieu expérimental particulièrement riche et fertile. Composée de 17 salles, l'espace met en lumière les thèmes suivants :
- Assemblage: salle 1. Le mouvement de l'assemblage émerge à Los Angeles tout d'abord chez les artistes liés à la culture Beat, qui réalisent des sculptures avec des objets de rebut. Dans les années 1960, les installations narratives d'Edward Kienholz font une critique de la société contemporaine et les assemblages des années 1970 d'artistes afro-américains véhiculent des revendications plus ouvertement politiques.
- Finish Fetish ou L.A. look: salle 2. Les œuvres minimalistes de Los Angeles, qualifiées de "L.A. Look" ou "Finish Fetish", se caractérisent dès 1962 par leurs surfaces parfaitement finies, colorées et réfléchissantes, inspirées des formes et des couleurs des voitures et des planches de surf, ainsi que des nouvelles matières technologiques. Larry Bell et Peter Alexander, proches du mouvement Light & Space s'intéressent à l'effet produit par la lumière sur l'objet.
- Light & Space: salle 3. À la fin des années 1960, abandonnant les formes traditionnelles de la sculpture, les artistes du mouvement Light & Space s'intéressent à la perception en proposant, par des modifications de l'espace, une expérience corporelle au visiteur. La lumière blanche ou colorée, artificielle ou naturelle constitue leur principal matériau.
- Pop Art de Los Angeles: salle 5 et 6. Dans les années 1960, ma peinture Pop à L.A. se distingue en rejetant l'imagerie commerciale et en personnalisant les sujets représentés. Les bouteilles de lait, objet banale et domestique, de Goode (artiste) interrogent la frontière entre peinture et sculpture. Llyn Foulkes télescope Pop art et tradition américaine du paysage pour poser un regard sans complaisance sur la société. Ed Ruscha, archétype du Pop californien, exécute des portraits de lettres et de mots comme s'ils étaient les personnages d'un film.
- Art Conceptuel : salle 6 et 7. À l'initiative de John Baldessari, plusieurs artistes conceptuels dont Douglas Huebler et Michael Asher sont appelés à enseigner à CalArts. En 1970, ils initient un courant conceptuel très fertile, qui se caractérise par une forte composante narrative et un intérêt marqué pour les modifications de la perception.
- Performance : salle 8. La performance se développe à Los Angeles sous l'influence d'artistes comme Chris Burden ou Paul McCarthy et devient un mode de création privilégié. La dimension sociale et interactive des débuts laisse place dans les années 1070 à des formes de performances très spectaculaires, parfois violemment dérangeantes.
- Les Artistes Femmes : salle 11. Lieu d'enseignement et de pratiques collectives pluridisciplinaires du mouvement artistique féministe, le Woman's Building, ouvert en 1973, a accueilli durant plus de vingt ans de nombreuses expositions et performances d'artistes femmes.
- Contre-Culture : salle 12, 13, 14. Les cultures populaires, la culture punk, et tous les courants de la contre-culture sont investis dans les années 1980 par des artistes qui pratiquent aussi bien l'art de la performance, de la vidéo, du dessin, que de la peinture et de la sculpture. Le brassage et la polysémie caractérisent des œuvres souvent provocantes et subversives.
- Nouvelle Génération : salle 15, 16, 17. Au début des années 1980, une nouvelle génération d'artistes prolonge les recherches conceptuelles dans des œuvres à contenu souvent critique et politique. Au travers d'une analyse de l'image et du langage, leur travail développe, sur un mode parfois ironique, une réflexion autour des modalités de réalisation de divulgation et de perception.

## Liste des artistes par salle
| Salle  | Artiste |  |
| ------ | --- |  |
| Entrée | Goldstein, McCracken, Ruscha |  |
| 1      | Altoon, Bereal, Berlant, Berman, Hammons, Herms, Keinholz, Outterbridge, Saar, Teske                                                       |  |
| 2      | Alexander, Bell, Bengston, Chicago, Kauffman, McCracken, McLaughlin, Price                                                                 |  |
| 3      | Irwin, Turrell |  |
| 4      | Diebenkorn, Jackson, Moses |  |
| 5      | Foulkes, Hockney, Ruscha |  |
| 6      | Baldessari, Celmins, Goode |  |
| 7      | Asher, Fisher, Huebler, Knight, McCollum, Nauman, Rubins, Smith A.                                                                         |  |
| 8      | Burden, Goldstein, Kaprow, Kelley, McCarthy, Mullican, Ruppersberg                                                                         |  |
| 9      | Ader, De Cointet, Viola |  |
| 10     | Divola, Fiskin, Heinecken, Hopper, Lamelas, Ruscha, Welling, Yonemoto                                                                      |  |
| 11     | Buchanan, Judy Chicago, Demetrakas, Groupe Asco, Lacy, Mogul, Linda Montano, O'Neill, Rosenthal, Rosler, Miriam Schapiro, Sekula, Smith B. |  |
| 12     | Antin, Borofsky, Leavitt, McMillen, Ray, Smith A.                                                                                          |  |
| 13     | Kelley |  |
| 14     | Shelton, Therrien |  |
| 15     | Johnson, Pettibon, Prina, Shaw, Vallance, Williams                                                                                         |  |
| 16     | Pittman |  |
| 17     | Anger, Arnold, Lamelas, Yonemoto |  |

## Autour de l'exposition
Colloque à la Bibliothèque nationale de France - les 15, 16 et 17 juin 2006: "Los Angeles: un autre regard sur une ville autre."
Le 22 mars 2006 au cinéma 1 niveau 1 du Centre Pompidou: "Imaginer Los Angeles". Projection du film Los Angeles Plays Itself de Thom Andersen, 2003, 90 min.
Cycle de projection du 22 mars au 23 avril 2006 au cinéma 1 niveau 1 du Centre Pompidou. Du film noir au "Minority Cinema", du film de fiction à l'expérimental, du documentaire à la vidéo: "Imaginer Los Angeles".
Catalogue: Los Angeles 1955-1985, sous la direction de Catherine Grenier. Chronique de l'histoire de la création à Los Angeles, coll. "XXe siècle". 28 x 28 cm, 380 p., 550 illustrations, couleur et NB. Prix: 44,90 €